# Inoue Masatsune
Inoue Masatsune est un nom japonais traditionnel ; le nom de famille (ou le nom d'école), Inoue , précède donc le prénom (ou le nom d'artiste).
Inoue Masatsune (井上 正経, 1725-6 juillet 1766) est un daimyō et officiel du shogunat Tokugawa du milieu de l'époque d'Edo du Japon.

## Biographie
Inoue Masatsune est le fils ainé d'Inoue Masayuki, daimyō du domaine de Kasama dans la province de Hitachi. Il est présenté au shogun Tokugawa Yoshimune lors d'une audience formelle en 1737 et confirmé comme 6e chef de la branche Mikawa du clan Inoue et daimyō du domaine de Kasama à la mort de son père cette même année. En 1739, il reçoit le rang de cour 5e inférieur et le titre de courtoisie Kawachi-no-kami.
En 1747, Masatune est transféré au domaine d'Iwakidaira (37 000 koku de revenus), également dans la province de Hitachi, mais cela représente une importante rétrogradation par rapport aux précédents 60 000 koku dont il bénéficiait tandis qu'il était à Kasama.
En 1752, Masatsune intègre l'administration du shogunat Tokugawa comme sōshaban (maître des cérémonies) et devient jisha-bugyō le 28 mars 1753 puis Osaka jōdai à partir du 7 mai 1756. Toujours en 1756, son rang de cour est élevé à 4e inférieur.
Sa bonne fortune continue : en 1758, il est nommé au poste de Kyoto shoshidai et la même année est transféré au domaine de Hamamatsu (60 000 koku) dans la province de Tōtōmi.
Masatsune est nommé rōjū le 12 décembre 1760, au service du shogun Tokugawa Ieshige à partir du 13 mars 1763. Également en 1763, son titre de courtoisie est changé en Yamato-no-kami.
Inoue Masatsune est marié à une fille de Sengoku Masafusa, daimyō du domaine d'Izushi dans la province de Tajima. Il est mort en 1766 à l'âge relativement jeune de 41 ans et son second fils Inoue Masasada lui succède.

## Source de la traduction
- (en) Cet article est partiellement ou en totalité issu de l’article de Wikipédia en anglais intitulé « Inoue Masatsune » (voir la liste des auteurs).